# Eishockey-Weltmeisterschaft der Herren 2015
Die 79. Eishockey-Weltmeisterschaften der Herren der Internationalen Eishockey-Föderation IIHF waren die Eishockey-Weltmeisterschaften des Jahres 2015. Insgesamt nahmen zwischen dem 3. April und dem 17. Mai 2015 47 Nationalmannschaften an den sechs Turnieren der Top-Division sowie der Divisionen I bis III teil.
Das Turnier der Top-Division mit 16 Nationalmannschaften fand vom 1. bis 17. Mai 2015 in der tschechischen Hauptstadt Prag und in Ostrava statt. Die weiteren Turniere fanden im April in Krakau, Eindhoven, Reykjavík, Kapstadt und Izmir statt.
Der Weltmeister wurde zum 25. Mal insgesamt und zum ersten Mal seit 2007 die Mannschaft Kanadas, die im Finale Russland mit 6:1 bezwang. Die deutsche Nationalmannschaft belegte den zehnten Rang, während das Schweizer Nationalteam im Viertelfinale gegen die Vereinigten Staaten ausschied. Österreich verpasste durch den 15. Platz den Klassenerhalt in der Top-Division und stieg somit direkt wieder in die Division IA ab.
Die Aufsteiger in den vier Divisionen waren die Mannschaften aus Kasachstan, Ungarn, Südkorea, Rumänien, die Volksrepublik China und Nordkorea.

## Teilnehmer, Austragungsorte und -zeiträume
- Top-Division: 1. bis 17. Mai 2015 in Prag und Ostrava, Tschechien
Teilnehmer:  Belarus,  Dänemark,  Deutschland,  Finnland,  Frankreich,  Kanada,  Lettland,  Norwegen,  Österreich (Aufsteiger),  Russland (Titelverteidiger),  Schweden,  Schweiz,  Slowakei,  Slowenien (Aufsteiger),  Tschechien,  USA
- Division I
  - Gruppe A: 18. bis 24. April 2015 in Krakau, Polen
Teilnehmer:  Italien (Absteiger),  Japan,  Kasachstan (Absteiger),  Polen (Aufsteiger),  Ukraine,  Ungarn
  - Gruppe B: 13. bis 19. April 2015 in Eindhoven, Niederlande
Teilnehmer:  Estland (Aufsteiger),  Großbritannien,  Kroatien,  Litauen,  Niederlande,  Südkorea (Absteiger)
- Division II
  - Gruppe A: 13. bis 19. April 2015 in Reykjavík, Island
Teilnehmer:  Australien,  Belgien,  Island,  Rumänien (Absteiger),  Serbien,  Spanien (Aufsteiger)
  - Gruppe B: 13. bis 19. April 2015 in Kapstadt, Südafrika
Teilnehmer:  Bulgarien (Aufsteiger),  Volksrepublik China,  Israel (Absteiger),  Mexiko,  Neuseeland,  Südafrika
- Division III: 3. bis 12. April 2015 in Izmir, Türkei
  - Teilnehmer:  Bosnien und Herzegowina (erste Teilnahme seit 2008),  Georgien,  Hongkong,  Luxemburg,  Nordkorea,  Türkei (Absteiger),  Vereinigte Arabische Emirate

## Modus
In der Top-Division qualifizieren sich die vier besten Mannschaften jeder Gruppe direkt für das Viertelfinale. Die Gesamtanzahl der Spiele beträgt 64 Partien.
In den Divisionen I und II werden die jeweils zwölf Mannschaften qualitativ in je zwei Gruppen zu sechs Teams aufgeteilt. Dies geschieht auf Grundlage der Abschlussplatzierungen der Weltmeisterschaften des Jahres 2014. Die Division III spielt in einer Gruppe mit sieben Mannschaften.
Aus der Top-Division steigen die beiden Letzten der zwei Vorrundengruppen in die Division I A ab. Aus selbiger steigen die beiden Erstplatzierten zum nächsten Jahr in die Top-Division auf, während der Sechstplatzierte in die Division I B absteigt. Im Gegenzug steigt der Gewinner der Division I B in die Division I A auf. Aus der Division I B steigt ebenfalls der Letzte in die Division II A ab. Die Aufstiegsregelung der Division I B mit einem Auf- und Absteiger gilt genauso für die Divisionen II A und II B.

## Top-Division
Die Weltmeisterschaft der Top-Division wurde vom 1. bis zum 17. Mai 2015 in der tschechischen Hauptstadt Prag sowie in Ostrava ausgetragen. Gespielt wurde in der O₂ Arena (17.000 Plätze) in Prag sowie der ČEZ Aréna in Ostrau mit 9.821 Plätzen.

### Vergabe
Die Bewerbung des tschechischen Eishockeyverbandes setzte sich auf dem Jahreskongress des Eishockey-Weltverbandes IIHF am 21. Mai 2010 im deutschen Köln mit 84:22-Stimmen gegen jene der Ukraine durch.
| Bewerber   | Stimmen | Anteil (in %) |
| Tschechien | 84      | 79            |
| Ukraine    | 22      | 21            |

### Teilnehmer
Am Turnier nahmen die besten 14 Mannschaften der Vorjahres-Weltmeisterschaft sowie die beiden Erstplatzierten des Turniers der Division IA des Vorjahres teil:
| 14 aus Europa     | Belarus                                    | Dänemark                                   | Deutschland            | Finnland                                    |
| 14 aus Europa     | Frankreich                                 | Lettland                                   | Norwegen               | Österreich (Aufsteiger aus der Division IA) |
| 14 aus Europa     | Russland (Titelverteidiger)                | Schweden                                   | Schweiz                | Slowakei                                    |
| 14 aus Europa     | Slowenien (Aufsteiger aus der Division IA) | Slowenien (Aufsteiger aus der Division IA) | Tschechien (Gastgeber) | Tschechien (Gastgeber)                      |
| 2 aus Nordamerika | Kanada                                     | Kanada                                     | USA                    | USA                                         |

Gruppeneinteilung

Teilnehmer der Weltmeisterschaft 2015. Tschechien als Gastgeber ist rot eingefärbt, Österreich und Slowenien als Aufsteiger aus der Division I hellblau. Die restlichen Teilnehmer sind dunkelblau eingefärbt.

Die Gruppeneinteilung der Vorrunde wurde auf Basis der nach Abschluss der Weltmeisterschaft 2014 aktuellen IIHF-Weltrangliste festgelegt. Aus geografischen Gesichtspunkten – Ostrava liegt etwa 50 Kilometer von der slowakischen Grenze entfernt – tauschten die Schweiz und die Slowakei die Gruppen.
| Gruppe A (Prag)  | Gruppe B (Ostrau) |
| Schweden (1)     | Finnland (2)      |
| Kanada (4)       | Russland (3)      |
| Tschechien (5)   | USA (6)           |
| Schweiz (7)      | Slowakei (8)      |
| Lettland (9)     | Norwegen (10)     |
| Frankreich (12)  | Belarus (11)      |
| Deutschland (13) | Slowenien (14)    |
| Österreich (16)  | Dänemark (15)     |

* In Klammern ist der jeweilige Weltranglistenplatz angegeben.

### Modus
Das 17-tägige Weltmeisterschaftsturnier wurde in zwei Phasen – Vorrunde und Finalrunde – gegliedert.
Die 16 Teams spielten nach ihrer Weltranglistenplatzierung zunächst in zwei Gruppen à acht Teams eine Vorrunde (Preliminary Round). Dabei wurden für einen Sieg nach regulärer Spielzeit von 60 Minuten drei, für einen Sieg in der maximal fünfminütigen Verlängerung oder im Penaltyschießen zwei und für eine Niederlage in der Verlängerung oder im Penaltyschießen ein Punkt vergeben. Bei Punktgleichheit zwischen zwei Teams entschied der direkte Vergleich. Waren mehr als zwei Mannschaften punktgleich, entschieden folgende Kriterien:
1. Anzahl Punkte aus den Spielen der punktgleichen Mannschaften gegeneinander,
2. bessere Tordifferenz aus den Spielen gegeneinander,
3. Anzahl Tore aus den Spielen gegeneinander
4. Punkte, Tordifferenz und Tore gegen die nächstbessere, nicht punktgleiche Mannschaft (wenn möglich),
5. Ergebnisse gegen die übernächstbessere, nicht punktgleiche Mannschaft (wenn möglich),
6. Platzierung in der IIHF-Weltrangliste des Jahres 2014.

Waren nach einem dieser Kriterien nur noch zwei Mannschaften punktgleich, entschied wieder der direkte Vergleich.
Die vier besten Mannschaften jeder Vorrundengruppe qualifizierten sich für das Viertelfinale und spielten im K.-o.-System mit folgendem Halbfinale und Finale die Medaillengewinner aus (Playoff Round). Die Nationen auf dem letzten Rang der jeweiligen Gruppe stiegen in die Division IA ab. Da Russland als Gastgeber für die WM 2016 gesetzt war, wäre bei einem sportlichen Abstieg Russlands die vorletzte Nation der beiden Gruppen mit der schlechteren Bilanz abgestiegen.

### Austragungsorte
| Prag |

| Ostrava |

| Prag |

| Ostrava |

### Vorrunde
Die Vorrunde der Weltmeisterschaft startet am 1. Mai, beendet wird die Vorrunde am 12. Mai.

#### Gruppe A
| 1. Mai 2015 16:15 Uhr (Ortszeit) | Kanada N. MacKinnon (9:57) J. Spezza (13:04) M. Duchene (14:11) T. Toffoli (22:20) J. Spezza (23:04) S. Crosby (59:37) | 6:1 (3:0, 2:0, 1:1) Spielbericht | Lettland K. Daugaviņš (52:06) | O₂ Arena, Prag Zuschauer: 16.013 |

| 1. Mai 2015 20:15 Uhr | Tschechien J. Jágr (13:28) T. Hertl (42:52) D. Simon (51:34) R. Červenka (52:31) M. Zaťovič (56:53) | 5:6 n. P. (1:2, 0:1, 4:2, 0:0, 0:1) Spielbericht | Schweden J. Lundqvist (3:23) S. Kronwall (7:30) V. Rask (34:34) J. Lindström (44:08) M. Sjögren (59:07) O. Ekman Larsson (PS) | O₂ Arena, Prag Zuschauer: 17.383 |

| 2. Mai 2015 12:15 Uhr | Schweiz F. Du Bois (1:14) A. Ambühl (25:54) M. Bieber (51:01) | 3:4 n. P. (1:0, 1:1, 1:2, 0:0, 0:1) Spielbericht | Österreich T. Raffl (22:12) B. Lebler (43:33) M. Raffl (59:10) K. Komarek (PS) | O₂ Arena, Prag Zuschauer: 13.953 |

| 2. Mai 2015 16:15 Uhr | Frankreich D. Fleury (50:44) | 1:2 (0:1, 0:0, 1:1) Spielbericht | Deutschland M. Wolf (12:10) P. Reimer (59:01) | O₂ Arena, Prag Zuschauer: 14.903 |

| 2. Mai 2015 20:15 Uhr | Lettland K. Daugaviņš (13:13) M. Rēdlihs (23:18) | 2:4 (1:0, 1:3, 0:1) Spielbericht | Tschechien M. Jordán (22:01) J. Kovář (24:25) J. Jágr (32:44) J. Voráček (45:29) | O₂ Arena, Prag Zuschauer: 17.383 |

| 3. Mai 2015 12:15 Uhr | Österreich D. Heinrich (53:17) | 1:6 (0:3, 0:3, 1:0) Spielbericht | Schweden F. Forsberg (13:38) O. Klefbom (18:37) A. Lander (19:18) F. Forsberg (28:22) E. Lindholm (29:13) F. Forsberg (31:14) | O₂ Arena, Prag Zuschauer: 14.051 |

| 3. Mai 2015 16:15 Uhr | Kanada S. Crosby (8:02) T. Hall (8:25) C. Eakin (16:58) C. Eakin (19:49) T. Hall (22:10) A. Ekblad (24:29) C. Giroux (27:34) T. Ennis (35:16) T. Hall (39:37) M. Duchene (42:03) | 10:0 (4:0, 5:0, 1:0) Spielbericht | Deutschland | O₂ Arena, Prag Zuschauer: 15.046 |

| 3. Mai 2015 20:15 Uhr | Frankreich D. Raux (48:31) | 1:3 (0:1, 0:1, 1:1) Spielbericht | Schweiz D. Hollenstein (15:36) R. Josi (21:24) R. Suri (59:06) | O₂ Arena, Prag Zuschauer: 8.780 |

| 4. Mai 2015 16:15 Uhr | Lettland L. Dārziņš (32:53) | 1:8 (0:1, 1:3, 0:4) Spielbericht | Schweden L. Eriksson (17:37) L. Eriksson (30:05) F. Forsberg (33:03) L. Eriksson (39:46) O. Möller (44:43) J. Josefson (49:32) J. Lundqvist (57:04) V. Rask (59:51) | O₂ Arena, Prag Zuschauer: 15.315 |

| 4. Mai 2015 20:15 Uhr | Kanada J. Eberle (4:18) T. Hall (19:02) S. Couturier (37:40) T. Seguin (42:02) S. Crosby (50:07) T. Toffoli (58:31) | 6:3 (2:1, 1:1, 3:1) Spielbericht | Tschechien M. Erat (19:22) M. Zaťovič (35:45) V. Sobotka (57:36) | O₂ Arena, Prag Zuschauer: 17.383 |

| 5. Mai 2015 16:15 Uhr | Schweiz D. Hollenstein (52:16) | 1:0 (0:0, 0:0, 1:0) Spielbericht | Deutschland | O₂ Arena, Prag Zuschauer: 10.253 |

| 5. Mai 2015 20:15 Uhr | Österreich | 0:2 (0:0, 0:0, 0:2) Spielbericht | Frankreich D. Fleury (46:13) L. Meunier (59:02) | O₂ Arena, Prag Zuschauer: 5.857 |

| 6. Mai 2015 16:15 Uhr | Schweiz M. Bieber (58:09) | 1:2 n. V. (0:0, 0:1, 1:0, 0:1) Spielbericht | Lettland A. Džeriņš (24:19) K. Daugaviņš (62:19) | O₂ Arena, Prag Zuschauer: 10.856 |

| 6. Mai 2015 20:15 Uhr | Schweden A. Lander (5:06) V. Rask (17:21) F. Forsberg (17:49) O. Möller (35:19) | 4:6 (3:0, 1:3, 0:3) Spielbericht | Kanada A. Ekblad (26:43) T. Hall (31:27) S. Couturier (34:23) P. Wiercioch (50:24) T. Ennis (53:31) T. Seguin (58:10) | O₂ Arena, Prag Zuschauer: 16.695 |

| 7. Mai 2015 16:15 Uhr | Tschechien O. Němec (21:10) V. Sobotka (26:58) J. Jágr (44:25) O. Němec (48:28) R. Červenka (54:49) | 5:1 (0:0, 2:1, 3:0) Spielbericht | Frankreich K. Hecquefeuille (28:41) | O₂ Arena, Prag Zuschauer: 17.110 |

| 7. Mai 2015 20:15 Uhr | Schweden O. Möller (11:19) J. Lindström (12:44) J. Klingberg (42:56) O. Möller (48:40) | 4:3 (2:1, 0:1, 2:1) Spielbericht | Deutschland M. Kink (15:48) N. Krämmer (29:30) M. Plachta (54:39) | O₂ Arena, Prag Zuschauer: 16.137 |

| 8. Mai 2015 16:15 Uhr | Tschechien O. Němec (31:09) M. Zaťovič (38:04) V. Sobotka (39:08) J. Voráček (40:07) | 4:0 (0:0, 3:0, 1:0) Spielbericht | Österreich | O₂ Arena, Prag Zuschauer: 17.383 |

| 8. Mai 2015 20:15 Uhr | Deutschland M. Wolf (46:46) M. Plachta (57:35) | 2:1 (0:1, 0:0, 2:0) Spielbericht | Lettland L. Dārziņš (11:05) | O₂ Arena, Prag Zuschauer: 15.494 |

| 9. Mai 2015 12:15 Uhr | Frankreich J. Desrosiers (16:31) Y. Treille (46:21) D. Fleury (46:56) | 3:4 (1:2, 0:1, 2:1) Spielbericht | Kanada T. Seguin (11:26) J. Eberle (12:32) T. Seguin (37:02) J. Eberle (49:18) | O₂ Arena, Prag Zuschauer: 15.300 |

| 9. Mai 2015 16:15 Uhr | Österreich B. Lebler (16:07) | 1:2 n. V. (1:0, 0:1, 0:0, 0:1) Spielbericht | Lettland L. Dārziņš (32:15) K. Daugaviņš (60:33) | O₂ Arena, Prag Zuschauer: 12.735 |

| 9. Mai 2015 20:15 Uhr | Schweden E. Lindholm (7:17) F. Forsberg (63:49) | 2:1 n. V. (1:0, 0:0, 0:1, 1:0) Spielbericht | Schweiz S. Bodenmann (40:34) | O₂ Arena, Prag Zuschauer: 15.201 |

| 10. Mai 2015 16:15 Uhr | Deutschland D. Pietta (7:13) M. Wolf (23:50) | 2:4 (1:1, 1:2, 0:1) Spielbericht | Tschechien M. Vondrka (13:39) P. Koukal (25:58) J. Voráček (27:36) J. Jágr (55:58) | O₂ Arena, Prag Zuschauer: 17.383 |

| 10. Mai 2015 20:15 Uhr | Schweiz M. Trachsler (6:21) D. Brunner (42:17) | 2:7 (1:2, 0:3, 1:2) Spielbericht | Kanada T. Seguin (0:53) N. MacKinnon (19:42) A. Ekblad (27:59) J. Eberle (39:00) C. Eakin (39:59) S. Couturier (52:27) C. Giroux (57:08) | O₂ Arena, Prag Zuschauer: 17.003 |

| 11. Mai 2015 16:15 Uhr | Deutschland M. Wolf (44:14) P. Reimer (58:00) | 2:3 n. P. (0:0, 0:1, 2:1, 0:0, 0:1) Spielbericht | Österreich T. Raffl (34:33) R. Rotter (54:22) K. Komarek (PS) | O₂ Arena, Prag Zuschauer: 11.302 |

| 11. Mai 2015 20:15 Uhr | Schweden J. Josefson (11:00) F. Forsberg (34:52) F. Forsberg (40;52) O. Ekman Larsson (43:27) | 4:2 (1:0, 1:2, 2:0) Spielbericht | Frankreich D. Fleury (20:34) D. Fleury (22:52) | O₂ Arena, Prag Zuschauer: 12.490 |

| 12. Mai 2015 12:15 Uhr | Kanada T. Barrie (6:04) M. Duchene (9:09) T. Hall (11:17) A. Ekblad (14:10) J. Spezza (21:58) J. Eberle (35:52) N. MacKinnon (42:53) J. Spezza (43:05) B. Schenn (46:09) M. Duchene (54:43) | 10:1 (4:0, 2:0, 4:1) Spielbericht | Österreich D. Heinrich (42:44) | O₂ Arena, Prag Zuschauer: 16.031 |

| 12. Mai 2015 16:15 Uhr | Lettland K. Daugaviņš (11:25) G. Galviņš (22:48) | 2:3 n. P. (1:0, 1:0, 0:2, 0:0, 0:1) Spielbericht | Frankreich S. Da Costa (48:21) S. Treille (55:20) J. Desrosiers (PS) | O₂ Arena, Prag Zuschauer: 15.167 |

| 12. Mai 2015 20:15 Uhr | Tschechien M. Zaťovič (50:44) M. Vondrka (PS) | 2:1 n. P. (0:1, 0:0, 1:0, 0:0, 1:0) Spielbericht | Schweiz K. Fiala (16:55) | O₂ Arena, Prag Zuschauer: 17.383 |

| Pl. |             | Sp | S | OTS | OTN | N | Tore  | Punkte |
| --- | ----------- | -- | - | --- | --- | - | ----- | ------ |
| 1.  | Kanada      | 7  | 7 | 0   | 0   | 0 | 49:14 | 21     |
| 2.  | Schweden    | 7  | 4 | 2   | 0   | 1 | 34:19 | 16     |
| 3.  | Tschechien  | 7  | 4 | 1   | 1   | 1 | 27:18 | 15     |
| 4.  | Schweiz     | 7  | 2 | 0   | 4   | 1 | 12:18 | 10     |
| 5.  | Deutschland | 7  | 2 | 0   | 1   | 4 | 11:24 | 7      |
| 6.  | Frankreich  | 7  | 1 | 1   | 0   | 5 | 13:20 | 5      |
| 7.  | Lettland    | 7  | 0 | 2   | 1   | 4 | 11:25 | 5      |
| 8.  | Österreich  | 7  | 0 | 2   | 1   | 4 | 10:29 | 5      |

Abkürzungen: Pl. = Platz, Sp = Spiele, S = Siege, OTS = Siege nach Verlängerung (Overtime) oder Penaltyschießen, OTN = Niederlagen nach Verlängerung oder Penaltyschießen, N = Niederlagen

Erläuterungen: Viertelfinalqualifikant, Absteiger in die Division IA

#### Gruppe B
| 1. Mai 2015 16:15 Uhr (Ortszeit) | USA S. Moses (19:37) M. Hendricks (31:57) D. Sexton (34:47) N. Bonino (46:19) M. Hendricks (57:22) | 5:1 (1:0, 2:1, 2:0) Spielbericht | Finnland J. Jokipakka (25:40) | ČEZ Aréna, Ostrava Zuschauer: 8.812 |

| 1. Mai 2015 20:15 Uhr | Russland W. Schipatschow (2:51) A. Anissimow (3:10) D. Saripow (15:14) W. Tichonow (16:53) M. Tschudinow (29:08) A. Panarin (34:10) | 6:2 (4:0, 2:2, 0:0) Spielbericht | Norwegen P. Thoresen (20:25) P. Thoresen (26:50) | ČEZ Aréna, Ostrava Zuschauer: 6.314 |

| 2. Mai 2015 12:15 Uhr | Slowakei M. Sersen (48:08) M. Viedenský (49:26) D. Graňák (51:11) M. Daňo (PS) | 4:3 n. P. (0:0, 0:1, 3:2, 0:0, 1:0) Spielbericht | Dänemark P. Bjorkstrand (25:05) N. Hardt (49:57) D. Nielsen (57:46) | ČEZ Aréna, Ostrava Zuschauer: 8.812 |

| 2. Mai 2015 16:15 Uhr | Belarus A. Stas (10:08) A. Kaszizyn (12:16) A. Kaljuschny (23:51) A. Kitarau (59:41) | 4:2 (2:1, 1:0, 1:1) Spielbericht | Slowenien Ž. Jeglič (10:42) Ž. Pance (51:47) | ČEZ Aréna, Ostrava Zuschauer: 5.995 |

| 2. Mai 2015 20:15 Uhr | Norwegen M. Ask (6:39) | 1:2 (1:1, 0:1, 0:0) Spielbericht | USA T. Lewis (12:14) B. Nelson (25:58) | ČEZ Aréna, Ostrava Zuschauer: 6.301 |

| 3. Mai 2015 12:15 Uhr | Russland I. Kowaltschuk (4:03) N. Kuljomin (4:39) J. Dadonow (18:56) W. Schipatschow (29:27) J. Dadonow (45:45) | 5:3 (3:0, 1:2, 1:1) Spielbericht | Slowenien A. Kopitar (23:14) Ž. Pance (34:40) R. Sabolič (54:46) | ČEZ Aréna, Ostrava Zuschauer: 7.557 |

| 3. Mai 2015 16:15 Uhr | Belarus S. Kaszizyn (51:27) | 1:2 n. V. (0:0, 0:0, 1:1, 0:1) Spielbericht | Slowakei A. Meszároš (52:31) A. Meszároš (61:55) | ČEZ Aréna, Ostrava Zuschauer: 8.812 |

| 3. Mai 2015 20:15 Uhr | Dänemark | 0:3 (0:0, 0:3, 0:0) Spielbericht | Finnland J. Jokinen (27:47) J. Pesonen (28:58) A. Barkov (35:56) | ČEZ Aréna, Ostrava Zuschauer: 8.353 |

| 4. Mai 2015 16:15 Uhr | Russland A. Below (23:40) S. Plotnikow (56:19) | 2:4 (0:1, 1:1, 1:2) Spielbericht | USA T. Lewis (06:22) T. Krug (26:22) M. Arcobello (51:52) B. Nelson (59:51) | ČEZ Aréna, Ostrava Zuschauer: 8.812 |

| 4. Mai 2015 20:15 Uhr | Norwegen | 0:5 (0:1, 0:2, 0:2) Spielbericht | Finnland E. Lindell (5:05) J. Kemppainen (28:39) J. Kemppainen (30:21) J. Jokipakka (51:15) J. Jokinen (52:11) | ČEZ Aréna, Ostrava Zuschauer: 6.634 |

| 5. Mai 2015 16:15 Uhr | Dänemark J. Jakobsen (13:38) | 1:5 (1:0, 0:3, 0:2) Spielbericht | Belarus A. Haurus (20:44) J. Kawyrschyn (27:27) I. Schynkewitsch (29:35) J. Kawyrschyn (45:36) I. Ussenka (54:44) | ČEZ Aréna, Ostrava Zuschauer: 4.796 |

| 5. Mai 2015 20:15 Uhr | Slowakei A. Meszároš (47:57) M. Gáborík (54:16) M. Gáborík (59:59) | 3:1 (0:1, 0:0, 3:0) Spielbericht | Slowenien J. Urbas (6:20) | ČEZ Aréna, Ostrava Zuschauer: 8.812 |

| 6. Mai 2015 16:15 Uhr | Russland A. Panarin (10:53) S. Mosjakin (13:17) J. Dadonow (38:45) S. Mosjakin (57:03) W. Tarassenko (57:51) | 5:2 (2:0, 1:1, 2:1) Spielbericht | Dänemark M. Green (29:35) T. Spelling (49:36) | ČEZ Aréna, Ostrava Zuschauer: 7.682 |

| 6. Mai 2015 20:15 Uhr | Slowakei T. Surový (18:03) M. Ďaloga (21:29) | 2:3 (1:0, 1:2, 0:1) Spielbericht | Norwegen M. Nørstebø (25:40) M. Rosseli Olsen (35:30) M. Nørstebø (41:56) | ČEZ Aréna, Ostrava Zuschauer: 8.812 |

| 7. Mai 2015 16:15 Uhr | USA B. Nelson (37:21) T. Krug (45:35) | 2:5 (0:0, 1:3, 1:2) Spielbericht | Belarus A. Haurus (31:11) A. Wolkau (33:01) A. Kitarau (36:06) A. Kaljuschny (41:15) A. Kaljuschny (48:23) | ČEZ Aréna, Ostrava Zuschauer: 6.648 |

| 7. Mai 2015 20:15 Uhr | Finnland L. Komarov (5:53) P. Kontiola (6:34) A. Barkov (21:19) J. Kemppainen (35:57) | 4:0 (2:0, 2:0, 0:0) Spielbericht | Slowenien | ČEZ Aréna, Ostrava Zuschauer: 6.450 |

| 8. Mai 2015 16:15 Uhr | Slowenien J. Muršak (20:15) | 1:3 (0:1, 1:2, 0:0) Spielbericht | Norwegen P. Thoresen (8:23) A. Bastiansen (23:46) J. Holøs (38:49) | ČEZ Aréna, Ostrava Zuschauer: 8.812 |

| 8. Mai 2015 20:15 Uhr | USA B. Nelson (27:54) | 1:0 (0:0, 1:0, 0:0) Spielbericht | Dänemark | ČEZ Aréna, Ostrava Zuschauer: 8.812 |

| 9. Mai 2015 12:15 Uhr | Belarus | 0:7 (0:1, 0:3, 0:3) Spielbericht | Russland I. Kowaltschuk (9:53) W. Tarassenko (21:33) W. Schipatschow (29:24) J. Dadonow (32:22) S. Schirokow (42:51) J. Dadonow (44:49) J. Malkin (51:04) | ČEZ Aréna, Ostrava Zuschauer: 8.363 |

| 9. Mai 2015 16:15 Uhr | Finnland J. Donskoi (50:28) J. Aaltonen (55:33) L. Komarov (59:53) | 3:0 (0:0, 0:0, 3:0) Spielbericht | Slowakei | ČEZ Aréna, Ostrava Zuschauer: 8.812 |

| 9. Mai 2015 20:15 Uhr | Dänemark N. Jensen (1:51) D. Nielsen (19:36) F. Storm (33:01) J. Jakobsen (51:36) | 4:1 (2:1, 1:0, 1:0) Spielbericht | Norwegen K. A. Olimb (3:18) | ČEZ Aréna, Ostrava Zuschauer: 7.316 |

| 10. Mai 2015 16:15 Uhr | Slowenien A. Mušič (26:54) | 1:3 (0:2, 1:0, 0:1) Spielbericht | USA B. Nelson (4:17) B. Nelson (16:32) J. Eichel (41:09) | ČEZ Aréna, Ostrava Zuschauer: 8.202 |

| 10. Mai 2015 20:15 Uhr | Slowakei T. Kopecký (5:58) M. Gáborík (49:05) | 2:3 n. V. (1:0, 0:1, 1:1, 0:1) Spielbericht | Russland S. Mosjakin (27:07) W. Tarassenko (41:10) A. Panarin (62:06) | ČEZ Aréna, Ostrava Zuschauer: 8.812 |

| 11. Mai 2015 16:15 Uhr | Finnland J. Donskoi (51:57) T. Hartikainen (52:51) J. Donskoi (PS) | 3:2 n. P. (0:0, 0:0, 2:2, 0:0, 1:0) Spielbericht | Belarus J. Kawyrschyn (45:09) A. Kaljuschny (59:29) | ČEZ Aréna, Ostrava Zuschauer: 8.812 |

| 11. Mai 2015 20:15 Uhr | Slowenien Ž. Pance (10:00) | 1:0 (1:0, 0:0, 0:0) Spielbericht | Dänemark | ČEZ Aréna, Ostrava Zuschauer: 6.768 |

| 12. Mai 2015 12:15 Uhr | Norwegen P. Thoresen (32:20) M. Nørstebø (45:13) | 2:3 (0:1, 1:2, 1:0) Spielbericht | Belarus A. Kaljuschny (7:29) D. Korabau (29:01) A. Kaszizyn (32:03) | ČEZ Aréna, Ostrava Zuschauer: 8.812 |

| 12. Mai 2015 16:15 Uhr | USA B. Smith (2:36) S. Jones (4:11) A. Lee (20:27) C. Coyle (39:08) J. Eichel (64:32) | 5:4 n. V. (2:0, 2:4, 0:0, 1:0) Spielbericht | Slowakei M. Gáborík (26:29) A. Jánošík (30:36) V. Dravecký (36:27) M. Bartovič (38:22) | ČEZ Aréna, Ostrava Zuschauer: 8.812 |

| 12. Mai 2015 20:15 Uhr | Finnland A. Barkov (24:54) J. Donskoi (57:41) J. Donskoi (PS) | 3:2 n. P. (0:1, 1:0, 1:1, 0:0, 1:0) Spielbericht | Russland S. Mosjakin (18:04) A. Panarin (54:54) | ČEZ Aréna, Ostrava Zuschauer: 8.812 |

| Pl. |           | Sp | S | OTS | OTN | N | Tore  | Punkte |
| --- | --------- | -- | - | --- | --- | - | ----- | ------ |
| 1.  | USA       | 7  | 5 | 1   | 0   | 1 | 22:14 | 17     |
| 2.  | Finnland  | 7  | 4 | 2   | 0   | 1 | 22:9  | 16     |
| 3.  | Russland  | 7  | 4 | 1   | 1   | 1 | 30:16 | 15     |
| 4.  | Belarus   | 7  | 4 | 0   | 2   | 1 | 20:19 | 14     |
| 5.  | Slowakei  | 7  | 1 | 2   | 2   | 2 | 17:19 | 9      |
| 6.  | Norwegen  | 7  | 2 | 0   | 0   | 5 | 12:23 | 6      |
| 7.  | Dänemark  | 7  | 1 | 0   | 1   | 5 | 10:20 | 4      |
| 8.  | Slowenien | 7  | 1 | 0   | 0   | 6 | 9:22  | 3      |

Abkürzungen: Pl. = Platz, Sp = Spiele, S = Siege, OTS = Siege nach Verlängerung (Overtime) oder Penaltyschießen, OTN = Niederlagen nach Verlängerung oder Penaltyschießen, N = Niederlagen

Erläuterungen: Viertelfinalqualifikant, Absteiger in die Division IA

### Finalrunde
Die Finalrunde beginnt nach Abschluss der Vorrunde am 14. Mai 2015, so dass alle Teams mindestens einen Ruhetag hatten. Zwei der Viertelfinalpartien werden in der O₂ Arena, die anderen beiden in der ČEZ Aréna ausgetragen. Die Partien finden wie im Vorjahr im Kreuzvergleich der beiden Vorrundengruppen statt. Ab dem Halbfinale am 16. Mai werden sämtliche Begegnungen in der O₂ Arena abgehalten. Das Finale sowie das Spiel um Bronze sind auf den 17. Mai terminiert.
|  | Viertelfinale | Viertelfinale | Viertelfinale |  |  | Halbfinale | Halbfinale | Halbfinale |  |  | Finale           | Finale           | Finale           |
|  |               |               |               |  |  |            |            |            |  |  |                  |                  |                  |
|  | A1            | Kanada        | 9             |  |  |            |            |            |  |  |                  |                  |                  |
|  | B4            | Belarus       | 0             |  |  |            |            |            |  |  |                  |                  |                  |
|  |               |               |               |  |  | A1         | Kanada     | 2          |  |  |                  |                  |                  |
|  |               |               |               |  |  | A3         | Tschechien | 0          |  |  |                  |                  |                  |
|  | B2            | Finnland      | 3             |  |  |            |            |            |  |  |                  |                  |                  |
|  | A3            | Tschechien    | 5             |  |  |            |            |            |  |  |                  |                  |                  |
|  |               |               |               |  |  |            |            |            |  |  | A1               | Kanada           | 6                |
|  |               |               |               |  |  |            |            |            |  |  | B3               | Russland         | 1                |
|  | B1            | USA           | 3             |  |  |            |            |            |  |  |                  |                  |                  |
|  | A4            | Schweiz       | 1             |  |  |            |            |            |  |  |                  |                  |                  |
|  |               |               |               |  |  | B1         | USA        | 0          |  |  |                  |                  |                  |
|  |               |               |               |  |  | B3         | Russland   | 4          |  |  | Spiel um Platz 3 | Spiel um Platz 3 | Spiel um Platz 3 |
|  | A2            | Schweden      | 3             |  |  |            |            |            |  |  | B1               | USA              | 3                |
|  | B3            | Russland      | 5             |  |  |            |            |            |  |  | A3               | Tschechien       | 0                |

#### Viertelfinale
| 14. Mai 2015 15:15 Uhr (Ortszeit) | USA B. Smith (30:17) C. Coyle (31:14) J. Gardiner (50:33) | 3:1 (0:1, 2:0, 1:0) Spielbericht | Schweiz R. Josi (13:04) | ČEZ Aréna, Ostrava Zuschauer: 6.495 |

| 14. Mai 2015 16:15 Uhr | Kanada B. Burns (0:27) T. Ennis (7:36) R. O’Reilly (10:15) T. Seguin (17:28) T. Seguin (23:23) B. Burns (31:08) T. Seguin (50:32) R. O’Reilly (53:02) J. Spezza (55:19) | 9:0 (4:0, 2:0, 3:0) Spielbericht | Belarus | O₂ Arena, Prag Zuschauer: 15.126 |

| 14. Mai 2015 19:15 Uhr | Schweden J. Klingberg (31:01) A. Lander (43:36) L. Eriksson (54:45) | 3:5 (0:2, 1:1, 2:2) Spielbericht | Russland S. Mosjakin (10:51) S. Schirokow (16:01) J. Malkin (20:48) J. Malkin (55:11) W. Tarassenko (58:13) | ČEZ Aréna, Ostrava Zuschauer: 7.248 |

| 14. Mai 2015 20:15 Uhr | Finnland T. Ruutu (17:19) J. Jokinen (23:45) A. Barkov (44:24) | 3:5 (1:1, 1:2, 1:2) Spielbericht | Tschechien J. Kovář (8:56) J. Jágr (33:51) J. Kovář (35:28) J. Jágr (55:30) V. Sobotka (59:37) | O₂ Arena, Prag Zuschauer: 17.383 |

#### Halbfinale
| 16. Mai 2015 15:15 Uhr | Kanada T. Hall (8:40) J. Spezza (29:02) | 2:0 (1:0, 1:0, 0:0) Spielbericht | Tschechien | O₂ Arena, Prag Zuschauer: 17.383 |

| 16. Mai 2015 19:15 Uhr | USA | 0:4 (0:0, 0:0, 0:4) Spielbericht | Russland S. Mosjakin (47:17) A. Owetschkin (50:19) W. Schipatschow (55:28) J. Malkin (58:35) | O₂ Arena, Prag Zuschauer: 14.938 |

#### Spiel um Platz 3
| 17. Mai 2015 16:15 Uhr | USA N. Bonino (7:25) T. Lewis (18:13) C. Coyle (39:10) | 3:0 (2:0, 1:0, 0:0) Spielbericht | Tschechien | O₂ Arena, Prag Zuschauer: 15.007 |

#### Finale
| 17. Mai 2015 20:45 Uhr | Kanada C. Eakin (18:10) T. Ennis (21:56) S. Crosby (27:22) T. Seguin (28:06) C. Giroux (48:58) N. MacKinnon (49:50) | 6:1 (1:0, 3:0, 2:1) Spielbericht | Russland J. Malkin (52:47) | O₂ Arena, Prag Zuschauer: 17.383 |

### Statistik

#### Beste Scorer
Quelle: IIHF; Abkürzungen: Sp = Spiele, T = Tore, V = Assists, Pkt = Punkte, +/− = Plus/Minus, SM = Strafminuten; Fett: Turnierbestwert
| Spieler              | Mannschaft | Sp | T | V  | Pkt | +/− | SM |
| -------------------- | ---------- | -- | - | -- | --- | --- | -- |
| Jason Spezza         | Kanada     | 10 | 6 | 8  | 14  | +7  | 2  |
| Jordan Eberle        | Kanada     | 10 | 5 | 8  | 13  | +8  | 0  |
| Taylor Hall          | Kanada     | 10 | 7 | 5  | 12  | +8  | 6  |
| Sergei Mosjakin      | Russland   | 10 | 6 | 6  | 12  | +8  | 0  |
| Matt Duchene         | Kanada     | 10 | 4 | 8  | 12  | +10 | 2  |
| Oliver Ekman Larsson | Schweden   | 8  | 2 | 10 | 12  | +4  | 6  |
| Sidney Crosby        | Kanada     | 9  | 4 | 7  | 11  | +1  | 2  |
| Jewgeni Dadonow      | Russland   | 10 | 4 | 7  | 11  | +4  | 2  |
| Jussi Jokinen        | Finnland   | 8  | 3 | 8  | 11  | +3  | 0  |
| Brent Burns          | Kanada     | 10 | 2 | 9  | 11  | +12 | 4  |
| Ryan O’Reilly        | Kanada     | 10 | 2 | 9  | 11  | +10 | 0  |

#### Beste Torhüter
Quelle: IIHF; Abkürzungen: Sp = Spiele, Min = Eiszeit (in Minuten), SaT = Schüsse aufs Tor, GT = Gegentore, SVS = Gehaltene Schüsse, Sv% = gehaltene Schüsse (in %), GTS = Gegentorschnitt, SO = Shutouts; Fett: Turnierbestwert
| Spieler           | Mannschaft  | Sp | Min    | SaT | GT | SVS | Sv%   | GTS  | SO |
| ----------------- | ----------- | -- | ------ | --- | -- | --- | ----- | ---- | -- |
| Connor Hellebuyck | USA         | 8  | 482:00 | 211 | 11 | 200 | 94,79 | 1,37 | 2  |
| Sebastian Dahm    | Dänemark    | 5  | 297:19 | 161 | 11 | 150 | 93,17 | 2,22 | 0  |
| Mike Smith        | Kanada      | 8  | 480:00 | 172 | 12 | 160 | 93,02 | 1,50 | 2  |
| Pekka Rinne       | Finnland    | 7  | 427:16 | 166 | 12 | 154 | 92,77 | 1,69 | 3  |
| Cristobal Huet    | Frankreich  | 5  | 287:46 | 129 | 10 | 119 | 92,25 | 2,09 | 1  |
| Ondřej Pavelec    | Tschechien  | 9  | 517:28 | 193 | 17 | 176 | 91,19 | 1,97 | 1  |
| Edgars Masaļskis  | Lettland    | 7  | 403:48 | 218 | 20 | 198 | 90,83 | 2,97 | 0  |
| Sergei Bobrowski  | Russland    | 9  | 542:16 | 223 | 21 | 202 | 90,58 | 2,32 | 1  |
| Timo Pielmeier    | Deutschland | 3  | 176:57 | 91  | 9  | 82  | 90,11 | 3,05 | 0  |
| Ján Laco          | Slowakei    | 6  | 308:50 | 117 | 12 | 105 | 89,74 | 2,33 | 0  |

### Abschlussplatzierungen
Die Platzierungen ergaben sich nach folgenden Kriterien:
- Plätze 1 bis 4: Ergebnisse im Finale sowie im Spiel um Platz 3
- Plätze 5 bis 8 (Verlierer der Viertelfinalpartien): nach Platzierung, dann Punkten, dann Tordifferenz in der Vorrunde
- Plätze 9 bis 16 (Vorrunde): nach Platzierung, dann Punkten, dann Tordifferenz in der Vorrunde

| Pl. | Team        |
| --- | ----------- |
| 1   | Kanada      |
| 2   | Russland    |
| 3   | USA         |
| 4   | Tschechien  |
| 5   | Schweden    |
| 6   | Finnland    |
| 7   | Belarus     |
| 8   | Schweiz     |
| 9   | Slowakei    |
| 10  | Deutschland |
| 11  | Norwegen    |
| 12  | Frankreich  |
| 13  | Lettland    |
| 14  | Dänemark    |
| 15  | Österreich  |
| 16  | Slowenien   |

### Titel, Auf- und Abstieg
| Weltmeister Kanada        | Mike Smith, Martin Jones – Tyson Barrie, Brent Burns, Aaron Ekblad, Dan Hamhuis, Jake Muzzin, David Savard, Patrick Wiercioch – Sean Couturier, Sidney Crosby, Matt Duchene, Cody Eakin, Jordan Eberle, Tyler Ennis, Claude Giroux, Taylor Hall, Nathan MacKinnon, Ryan O’Reilly, Brayden Schenn, Tyler Seguin, Jason Spezza, Tyler Toffoli Cheftrainer: Todd McLellan Assistenztrainer: Peter DeBoer, Bill Peters, Jay Woodcroft                                                                               |
| Silber Russland           | Sergei Bobrowski, Konstantin Barulin, Anton Chudobin – Dmitri Kulikow, Jegor Jakowlew, Jewgeni Birjukow, Maxim Tschudinow, Anton Below, Jewgeni Medwedew, Viktor Antipin, Andrei Mironow – Alexander Owetschkin, Artemi Panarin, Sergei Mosjakin, Jewgeni Malkin, Wiktor Tichonow, Sergei Plotnikow, Danis Saripow, Nikolai Kuljomin, Artjom Anissimow, Sergei Schirokow, Jewgeni Dadonow, Ilja Kowaltschuk, Wadim Schipatschow, Wladimir Tarassenko Cheftrainer: Oleg Snarok Assistenztrainer: Harijs Vītoliņš |
| Bronze Vereinigte Staaten | Jack Campbell, Alex Lyon, Connor Hellebuyck – Justin Faulk, Jake Gardiner, Seth Jones, Torey Krug, John Moore, Connor Murphy, Zach Redmond, Mike Reilly – Mark Arcobello, Nick Bonino, Charlie Coyle, Jack Eichel, Matt Hendricks, Dylan Larkin, Anders Lee, Trevor Lewis, Jeremy Morin, Steve Moses, Brock Nelson, Dan Sexton, Ben Smith, Jimmy Vesey Cheftrainer: Todd Richards Assistenztrainer: Dan Bylsma, Greg Carvel                                                                                     |

| Absteiger in die Division IA:   | Slowenien, Österreich |
| Aufsteiger in die Top-Division: | Kasachstan, Ungarn    |

### Auszeichnungen
Spielertrophäen
| Auszeichnung         | Spieler      | Team       |
| -------------------- | ------------ | ---------- |
| Wertvollster Spieler | Jaromír Jágr | Tschechien |
| Bester Torhüter      | Pekka Rinne  | Finnland   |
| Bester Verteidiger   | Brent Burns  | Kanada     |
| Bester Stürmer       | Jason Spezza | Kanada     |

All-Star-Team
| Angriff:      | Jaromír Jágr – Jason Spezza – Taylor Hall |
| Verteidigung: | Brent Burns – Oliver Ekman Larsson        |
| Tor:          | Connor Hellebuyck                         |

## Division I

### Gruppe A in Krakau, Polen
Das Turnier der Gruppe A wurde vom 19. bis 25. April 2015 in der polnischen Stadt Krakau ausgetragen. Die Spiele fanden in der 14.496 Zuschauer fassenden Kraków Arena statt. Insgesamt besuchten 66.651 Zuschauer die 15 Turnierspiele, was einem Zuschauerschnitt von 4.443 pro Partie entspricht.
Zunächst war die Ausrichtung an den Eishockeyverband der Ukraine vergeben worden. Die Spiele sollten im 4.130 Zuschauer fassenden Druschba-Sportpalast in der ukrainischen Stadt Donezk ausgetragen werden. Aufgrund der unsicheren politischen Lage im Land entschieden sich die Ukrainer im August 2014 dazu, die Ausrichtung zurückzugeben.
Die kasachische Auswahl sicherte sich bereits im vierten Spiel durch einen 3:2-Erfolg gegen Polen, das die Asiaten damit nicht mehr einholen konnte, den sofortigen Wiederaufstieg in die Top-Division. Vorjahresmitabsteiger Italien hingegen verspielte am selben Spieltag durch eine 2:3-Niederlage gegen die bis dahin punktlosen Japaner die letzten Chancen auf die umgehende Rückkehr in das Eishockey-Oberhaus und belegte am Ende lediglich Rang 5. Japan konnte sich schließlich durch einen 3:1-Erfolg über die Ukraine den Klassenerhalt sichern, während die Osteuropäer nach zwei Jahren wieder in die B-Gruppe abstiegen. Im letzten Spiel des Turniers konnte Ungarn sich mit einem 2:1 gegen den Gastgeber aus Polen durchsetzen und damit nach dem Abstieg 2009 die Rückkehr in die Eliteliga feiern.
| 19. April 2015 13:00 Uhr (Ortszeit) | Ungarn D. Kóger (9:44) C. Erdély (31:04) F. Banham (56:35) J. Hári (58:54) | 4:2 (1:1, 1:1, 2:0) Spielbericht | Japan D. Obara (1:36) Y. Hirano (30:40) | Kraków Arena, Krakau Zuschauer: 2.543 |

| 19. April 2015 16:30 Uhr | Ukraine D. Nimenko (46:39) A. Michnow (59:34) | 2:5 (0:2, 0:1, 2:2) Spielbericht | Kasachstan K. Dallman (7:13) L. Metalnikow (14:40) W. Krasnoslobodzew (31:06) K. Rudenko (47:59) J. Rymarew (58:07) | Kraków Arena, Krakau Zuschauer: 2.108 |

| 19. April 2015 20:00 Uhr | Polen G. Pasiut (26:22) | 1:2 (0:1, 1:1, 0:0) Spielbericht | Italien B. Ihnacak (13:49) A. Bernard (33:34) | Kraków Arena, Krakau Zuschauer: 9.456 |

| 20. April 2015 13:00 Uhr | Kasachstan K. Rudenko (1:43) A. Woronzow (25:50) K. Dallman (32:12) W. Krasnoslobodzew (35:36) K. Puschkarjow (48:06) | 5:0 (1:0, 3:0, 1:0) Spielbericht | Ungarn | Kraków Arena, Krakau Zuschauer: 3.289 |

| 20. April 2015 16:30 Uhr | Italien B. Ihnacak (24:26) M. Insam (60:16) | 2:1 n. V. (0:0, 1:1, 0:0, 1:0) Spielbericht | Ukraine W. Sacharow (26:25) | Kraków Arena, Krakau Zuschauer: 1.392 |

| 20. April 2015 20:00 Uhr | Japan | 0:2 (0:0, 0:0, 0:2) Spielbericht | Polen T. Malasiński (42:42) M. Kolusz (50:32) | Kraków Arena, Krakau Zuschauer: 2.662 |

| 22. April 2015 13:00 Uhr | Kasachstan K. Dallman (2:38) F. Polischtschuk (6:48) R. Startschenko (19:03) R. Startschenko (42:35) K. Rudenko (45:06) J. Rymarew (48:09) F. Polischtschuk (52:52) | 7:2 (3:0, 0:0, 4:2) Spielbericht | Japan S. Kuji (41:16) G. Tanaka (55:49) | Kraków Arena, Krakau Zuschauer: 2.479 |

| 22. April 2015 16:30 Uhr | Italien A. Egger (45:16) | 1:4 (0:2, 0:0, 1:2) Spielbericht | Ungarn D. Kóger (10:52) B. Magosi (17:52) I. Sofron (43:01) M. Vas (59:16) | Kraków Arena, Krakau Zuschauer: 3.125 |

| 22. April 2015 20:00 Uhr | Polen A. Bagiński (33:13) M. Rompkowski (40:34) M. Rompkowski (53:44) | 3:2 (0:0, 1:0, 2:2) Spielbericht | Ukraine W. Hawryk (41:46) W. Ljalka (44:52) | Kraków Arena, Krakau Zuschauer: 5.975 |

| 23. April 2015 13:00 Uhr | Japan M. Ushū (38:48) S. Yanadori (55:56) Y. Hirano (57:06) | 3:2 (0:1, 1:0, 2:1) Spielbericht | Italien L. Frigo (13:42) J. Ramoser (47:24) | Kraków Arena, Krakau Zuschauer: 2.572 |

| 23. April 2015 16:30 Uhr | Ukraine R. Blahyj (24:36) A. Hnidenko (34:19) | 2:4 (0:0, 2:1, 0:3) Spielbericht | Ungarn A. Sarauer (36:44) D. Kóger (51:26) A. Sarauer (56:05) I. Sofron (57:15) | Kraków Arena, Krakau Zuschauer: 3.774 |

| 23. April 2015 20:00 Uhr | Kasachstan R. Sawtschenko (29:34) R. Startschenko (36:56) R. Startschenko (55:26) | 3:2 (0:0, 2:1, 1:1) Spielbericht | Polen B. Pociecha (35:33) M. Kolusz (48:20) | Kraków Arena, Krakau Zuschauer: 9.067 |

| 25. April 2015 13:00 Uhr | Japan Y. Hirano (30:20) H. Ueno (33:22) D. Obara (36:00) | 3:1 (0:0, 3:1, 0:0) Spielbericht | Ukraine R. Blahyj (28:13) | Kraków Arena, Krakau Zuschauer: 2.467 |

| 25. April 2015 16:30 Uhr | Italien | 0:3 (0:1, 0:0, 0:2) Spielbericht | Kasachstan J. Rymarew (6:42) T. Schailauow (45:10) A. Woronzow (53:39) | Kraków Arena, Krakau Zuschauer: 3.110 |

| 25. April 2015 20:00 Uhr | Ungarn J. Hári (41:30) B. Szirányi (59:54) | 2:1 (0:0, 0:0, 2:1) Spielbericht | Polen M. Bryk (56:52) | Kraków Arena, Krakau Zuschauer: 12.632 |

| Pl. |            | Sp | S | OTS | OTN | N | Tore  | Punkte |
| --- | ---------- | -- | - | --- | --- | - | ----- | ------ |
| 1.  | Kasachstan | 5  | 5 | 0   | 0   | 0 | 23:06 | 15     |
| 2.  | Ungarn     | 5  | 4 | 0   | 0   | 1 | 14:11 | 12     |
| 3.  | Polen      | 5  | 2 | 0   | 0   | 3 | 09:09 | 6      |
| 4.  | Japan      | 5  | 2 | 0   | 0   | 3 | 10:16 | 6      |
| 5.  | Italien    | 5  | 1 | 1   | 0   | 3 | 07:12 | 5      |
| 6.  | Ukraine    | 5  | 0 | 0   | 1   | 4 | 08:17 | 1      |

Abkürzungen: Pl. = Platz, Sp = Spiele, S = Siege, OTS = Siege nach Verlängerung (Overtime) oder Penaltyschießen, OTN = Niederlagen nach Verlängerung oder Penaltyschießen, N = Niederlagen

Erläuterungen: Aufsteiger in die Top-Division, Absteiger in die Division IB

#### Division-IA-Aufstiegsmannschaften
| Division-IA-Aufsteiger Kasachstan | Maxim Chudjakow, Kevin Dallman, Wadim Krasnoslobodzew, Artemi Lakisa, Alexander Lipin, Alexei Litwinenko, Dmitri Malgin, Leonid Metalnikow, Michail Panschin, Fjodor Polischtschuk, Pawel Poluektow, Konstantin Puschkarjow, Konstantin Rudenko, Jewgeni Rymarew, Konstantin Sawenkow, Roman Sawtschenko, Talghat Schailauow, Maxim Semjonow, Andrei Spiridonow, Roman Startschenko, Wjatscheslaw Trjassunow, Alexei Woronzow Trainer: Andrei Nasarow |
| Division-IA-Aufsteiger Ungarn     | Bence Bálizs, Frank Banham, András Benk, Csanád Erdély, Balázs Gőz, János Hári, Dániel Kiss, Dániel Kóger, Csaba Kovács, Bálint Magosi, Tyler Metcalfe, Krisztián Nagy, Attila Orbán, Tamás Pozsgai, Miklós Rajna, Andrew Sarauer, Balázs Sebők, István Sofron, Bence Szirányi, János Vas, Márton Vas, Péter Vincze Trainer: Rich Chernomaz |

### Gruppe B in Eindhoven, Niederlande
Das Turnier der Gruppe B wurde vom 13. bis 19. April 2015 in der niederländischen Stadt Eindhoven ausgetragen. Die Spiele fanden im 1.800 Zuschauer fassenden IJssportcentrum Eindhoven statt. Dabei gelang der Mannschaft Südkoreas der sofortige Wiederaufstieg in die A-Gruppe. Die Ostasiaten, die den direkten Vergleich gegen Großbritannien verloren hatten, profitierten dabei von der abschließenden 2:3-Niederlage der Briten gegen Litauen. Da die britische Mannschaft zudem bereits im Auftaktspiel gegen Kroatien einen Punkt verloren hatte, lag sie schlussendlich einen Punkt hinter der südkoreanischen Auswahl. Gastgeber Niederlande musste hingegen nach einer 1:3-Niederlage im letzten Turnierspiel gegen Neuling Estland erstmals seit Einführung des Divisionssystems 2001 den Abstieg in die Division II hinnehmen. Insgesamt besuchten mehr als 16.000 Zuschauer die 15 Turnierspiele.
| 13. April 2015 13:30 Uhr (Ortszeit) | Großbritannien B. O’Connor (52:57) M. Richardson (59:55) M. Richardson (60:11) | 3:2 n. V. (0:1, 0:0, 2:1, 1:0) Spielbericht | Kroatien M. Glumac (16:57) N. Perkovich (46:52) | IJssportcentrum, Eindhoven Zuschauer: 750 |

| 13. April 2015 17:00 Uhr | Estland A. Makrov (18:22) A. Makrov (32:15) V. Titarenko (42:27) | 3:7 (1:2, 1:3, 1:2) Spielbericht | Südkorea Kim S.-w. (4:10) M. Swift (17:20) M. Testwuide (25:01) Lee Y-j. (38:31) Sung W.-j. (39:54) M. Swift (47:21) M. Testwuide (57:54) | IJssportcentrum, Eindhoven Zuschauer: 750 |

| 13. April 2015 20:30 Uhr | Niederlande | 0:1 (0:1, 0:0, 0:0) Spielbericht | Litauen A. Bosas (0:11) | IJssportcentrum, Eindhoven Zuschauer: 1.500 |

| 14. April 2015 13:30 Uhr | Estland R. Rooba (33:19) | 1:2 (0:1, 1:0, 0:1) Spielbericht | Großbritannien D. Phillips (15:36) R. Farmer (54:10) | IJssportcentrum, Eindhoven Zuschauer: 500 |

| 14. April 2015 17:00 Uhr | Kroatien N. Perkovich (30:56) A. Sertich (33:34) R. Kinasewich (46:26) A. Murray (59:26) | 4:1 (0:1, 2:0, 2:0) Spielbericht | Litauen U. Čižas (17:42) | IJssportcentrum, Eindhoven Zuschauer: 350 |

| 14. April 2015 20:30 Uhr | Südkorea Shin S.-h. (4:03) Cho M.-h. (15:30) Lee D.-k. (22:13) M. Swift (31:01) M. Swift (34:30) Lee D.-k. (48:32) Cho M.-h. (51:17) | 7:1 (2:0, 3:1, 2:0) Spielbericht | Niederlande K. Bruijsten (39:34) | IJssportcentrum, Eindhoven Zuschauer: 920 |

| 16. April 2015 13:30 Uhr | Litauen A. Bendžius (4:58) D. Pliskauskas (19:20) A. Bendžius (43:30) M. Kieras (49:26) D. Nomanovas (53:29) D. Pliskauskas (56:48) | 6:1 (2:0, 0:1, 4:0) Spielbericht | Estland A. Sibirtsev (25:16) | IJssportcentrum, Eindhoven Zuschauer: 300 |

| 16. April 2015 17:00 Uhr | Südkorea Kim K.-s. (19:38) Park W.-s. (20:35) | 2:3 (1:0, 1:2, 0:1) Spielbericht | Großbritannien R. Farmer (20:51) B. O’Connor (33:35) B. O’Connor (46:39) | IJssportcentrum, Eindhoven Zuschauer: 700 |

| 16. April 2015 20:30 Uhr | Kroatien N. Perkovich (0:12) A. Murray (19:22) | 2:5 (2:2, 0:1, 0:2) Spielbericht | Niederlande T. Demelinne (12:28) K.Bruijsten (15:06) R. Wurm (42:24) M. Brekelmans (20:51) D. Hagemeijer (59:58) | IJssportcentrum, Eindhoven Zuschauer: 1.350 |

| 18. April 2015 13:30 Uhr | Litauen | 0:5 (0:0, 0:3, 0:2) Spielbericht | Südkorea Ahn J.-h. (29:28) Cho M.-h. (35:49) Kim S.-w. (37:44) Lee Y.-j. (52:01) Kim K.-s. (54:03) | IJssportcentrum, Eindhoven Zuschauer: 1.500 |

| 18. April 2015 17:00 Uhr | Kroatien R. Kinasewich (11:28) N. Perkovich (23:52) M. Miličić (39:08) R. Kinasewich (49:18) A. Murray (59:26) | 5:2 (1:2, 2:0, 2:0) Spielbericht | Estland A. Makrov (6:23) A. Fedoruk (9:09) | IJssportcentrum, Eindhoven |

| 18. April 2015 20:30 Uhr | Großbritannien P. Swindlehurst (4:01) C. Blight (9:24) C. Peacock (12:13) | 3:2 (3:1, 0:0, 0:1) Spielbericht | Niederlande S. Mason (3:09) L. Houkes (53:38) | IJssportcentrum, Eindhoven Zuschauer: 2.500 |

| 19. April 2015 13:30 Uhr | Südkorea M. Swift (4:39) Ahn J.-h. (24_43) Kim K.-s. (25:45) Kim W.-j. (26:14) Kim K.-s. (28:17) M. Testwuide (37:34) Kim W.-j. (48:49) M. Testwuide (54:13) Kim S.-w. (55:27) | 9:4 (1:1, 5:2, 3:1) Spielbericht | Kroatien M. Blagus (9:39) R. Kinasewich (22:58) I. Brenčun (30:10) I. Jačmenjak (53:52) | IJssportcentrum, Eindhoven Zuschauer: 1.500 |

| 19. April 2015 17:00 Uhr | Litauen D. Nomanovas (29:55) N. Ališauskas (37:45) P. Gintautas (53:01) | 3:2 (0:1, 2:0, 1:1) Spielbericht | Großbritannien M. Garside (14:08) R. Cowley (43:25) | IJssportcentrum, Eindhoven Zuschauer: 1.800 |

| 19. April 2015 20:30 Uhr | Niederlande E. Tummers (28:55) | 1:3 (0:2, 1:0, 0:1) Spielbericht | Estland A. Makrov (17:27) A. Makrov (18:49) A. Makrov (59:08) | IJssportcentrum, Eindhoven Zuschauer: 1.500 |

| Pl. |                | Sp | S | OTS | OTN | N | Tore  | Punkte |
| --- | -------------- | -- | - | --- | --- | - | ----- | ------ |
| 1.  | Südkorea       | 5  | 4 | 0   | 0   | 1 | 30:11 | 12     |
| 2.  | Großbritannien | 5  | 3 | 1   | 0   | 1 | 13:10 | 11     |
| 3.  | Litauen        | 5  | 3 | 0   | 0   | 2 | 11:12 | 9      |
| 4.  | Kroatien       | 5  | 2 | 0   | 1   | 2 | 17:20 | 7      |
| 5.  | Estland        | 5  | 1 | 0   | 0   | 4 | 10:21 | 3      |
| 6.  | Niederlande    | 5  | 1 | 0   | 0   | 4 | 09:16 | 3      |

Abkürzungen: Pl. = Platz, Sp = Spiele, S = Siege, OTS = Siege nach Verlängerung (Overtime) oder Penaltyschießen, OTN = Niederlagen nach Verlängerung oder Penaltyschießen, N = Niederlagen

Erläuterungen: Aufsteiger in die Division IA, Absteiger in die Division IIA

#### Division-IB-Siegermannschaft
| Division-IB-Aufsteiger Südkorea | Ahn Jin-hui, Cho Min-ho, Choi Si-young, Kim Hyeok, Kim Hyun-soo, Kim Ki-sung, Kim Sang-wook, Kim Won-jun, Kim Yoon-hwan, Lee Don-ku, Lee Yong-jun, Lee Young-jun, Oh Hyon-ho, Park Kye-hoon, Park Sung-je, Park Woo-sang, Brock Radunske, Shin Hyung-jun, Shin Sang-hoon, Sung Woo-je, Michael Swift, Mike Testwuide Trainer: Jim Paek |

### Auf- und Abstieg
| Absteiger in die Division IA:   | Slowenien, Österreich |
| Aufsteiger in die Top-Division: | Kasachstan, Ungarn    |
| Absteiger in die Division IB:   | Ukraine               |
| Aufsteiger in die Division IA:  | Südkorea              |
| Absteiger in die Division IIA:  | Niederlande           |
| Aufsteiger in die Division IB:  | Rumänien              |

## Division II

### Gruppe A in Reykjavík, Island
Das Turnier der Gruppe A wurde vom 13. bis 19. April 2015 in der isländischen Hauptstadt Reykjavík ausgetragen. Die Spiele fanden in der 1.500 Zuschauer fassenden Skautahöllin í Laugardal statt. Die rumänische Auswahl konnte sich bereits nach vier von fünf Spielen den Gruppensieg und damit den direkten Wiederaufstieg in die Division I sichern. Hingegen musste die australische Mannschaft, die lediglich beim 4:3-Erfolg nach Penaltyschießen gegen Serbien zwei Punkte erringen konnte, in die B-Gruppe der Division II absteigen. Insgesamt besuchten 4958 Zuschauer die 15 Turnierspiele.
| 13. April 2015 13:00 Uhr (Ortszeit) | Spanien O. Boronat (5:00) G. González (18:37) A. García (24:32) P. Puyuelo (46:40) O. Boronat (47:25) J. Anglés (47:52) | 6:1 (2:1, 1:0, 3:0) Spielbericht | Australien C. Todd (5:55) | Skautahöllin í Laugardal, Reykjavík Zuschauer: 121 |

| 13. April 2015 16:30 Uhr | Serbien D. Filipović (28:16) S. Ilić (30:55) B. Gabrić (46:05) P. Popravka (56:31) | 4:8 (0:3, 2:3, 2:2) Spielbericht | Rumänien M. Bíró (1:46) L. Lőrincz (4:47) L. Zsók (8:16) E. Mihály (23:57) S. Papp (28:38) L. Lorincz (38:28) I. Timaru (41:35) M. Bíró (44:34) | Skautahöllin í Laugardal, Reykjavík Zuschauer: 146 |

| 13. April 2015 20:00 Uhr | Island B. Sigurðarson (40:57) E. Alengård (59:07) J. Gíslason (59:20) | 3:0 (0:0, 0:0, 3:0) Spielbericht | Belgien | Skautahöllin í Laugardal, Reykjavík Zuschauer: 632 |

| 14. April 2015 13:00 Uhr | Rumänien R. Gliga (6:02) L. Lőrincz (7:15) A. Góga (46:18) E. Mihály (49:43) B. Flinta (57:21) | 5:1 (2:0, 0:0, 3:1) Spielbericht | Australien M. Humphries (48:30) | Skautahöllin í Laugardal, Reykjavík Zuschauer: 189 |

| 14. April 2015 16:30 Uhr | Belgien T. Dewin (2:56) B. Vercammen (8:35) M. Morgan (12:10) M. Pellegrims (30:10) V. Gyesbreghs (35:15) K. Van Looy (54:01) | 6:2 (3:0, 2:0, 1:2) Spielbericht | Spanien A. Hernández (42:31) J. J. Palacín (56:14) | Skautahöllin í Laugardal, Reykjavík Zuschauer: 202 |

| 14. April 2015 20:00 Uhr | Island E. Þormóðsson (5:03) P. Maack (11:11) I. Jónsson (30:51) Ú. Andrésson (39:39) | 4:5 (2:2, 2:1, 0:2) Spielbericht | Serbien A. Luković (18:04) M. Babić (19:29) D. Filipović (37:42) M. Brkušanin (45:50) M. Sretović (59:41) | Skautahöllin í Laugardal, Reykjavík Zuschauer: 607 |

| 16. April 2015 13:00 Uhr | Rumänien E. Mihály (3:48) A. Imecs (8:46) R. Gliga (17:23) R. Gliga (43:15) | 4:3 (3:0, 0:2, 1:1) Spielbericht | Belgien V. Gyesbreghs (22:09) J. Paulus (25:53) M. Morgan (47:35) | Skautahöllin í Laugardal, Reykjavík Zuschauer: 102 |

| 16. April 2015 16:30 Uhr | Serbien M. Sretović (8:57) D. Filipović (39:57) M. Babić (49:00) | 3:4 n. P. (1:1, 1:1, 1:1, 0:0, 0:1) Spielbericht | Australien R. Malloy (2:26) B. McDowell (27:33) G. Oddy (42:01) R. Malloy (PS) | Skautahöllin í Laugardal, Reykjavík Zuschauer: 182 |

| 16. April 2015 20:00 Uhr | Island J. Gíslason (37:35) B. Árnason (51:54) | 2:4 (0:1, 1:1, 1:2) Spielbericht | Spanien G. Betrán (19:19) I. Solórzano (24:15) P. González (40:42) P. Puyuelo (59:46) | Skautahöllin í Laugardal, Reykjavík Zuschauer: 672 |

| 17. April 2015 13:00 Uhr | Belgien M. Pellegrims (17:31) B. Kolodziejczyk (24:32) M. Morgan (63:44) | 3:2 n. V. (1:1, 1:1, 0:0, 1:0) Spielbericht | Serbien D. Filipović (13:51) M. Milovanović (26:28) | Skautahöllin í Laugardal, Reykjavík Zuschauer: 174 |

| 17. April 2015 16:30 Uhr | Spanien J. Muñoz (42:50) | 1:7 (0:2, 0:0, 1:5) Spielbericht | Rumänien E. Mihály (5:06, 13:45, 47:29) M. Bíró (51:40) D. Tranca (55:09) L. Lőrincz (55:38) Z. Molnár (59:48) | Skautahöllin í Laugardal, Reykjavík Zuschauer: 127 |

| 17. April 2015 20:00 Uhr | Australien A. McKenzie (18:55) | 1:6 (1:2, 0:2, 0:2) Spielbericht | Island E. Alengård (6:06) E. Þormóðsson (17:20) R. Hedström (29:05) B. Sigurðarson (30:28) B. Árnason (50:52) E. Alengård (53:15) | Skautahöllin í Laugardal, Reykjavík Zuschauer: 717 |

| 19. April 2015 13:00 Uhr | Serbien P. Popravka (20:19) M. Babić (45:44) N. Janković (51:36) M. Sretović (PS) | 4:3 n. P. (0:1, 1:2, 2:0, 0:0, 1:0) Spielbericht | Spanien J. Anglés (9:09) I. Solórzano (22:23) G. González (38:45) | Skautahöllin í Laugardal, Reykjavík Zuschauer: 107 |

| 19. April 2015 16:30 Uhr | Australien L. Webster (18:35) A. Geric (35:53) T. Powell (51:49) A. Geric (59:50) | 4:10 (1:4, 1:3, 2:3) Spielbericht | Belgien M. Morgan (6:43) M. Pellegrims (9:27) B. Vercammen (14:03) M. Pellegrims (18:17) F. Neven (20:47) A. Bremer (25:47) A. Bremer (29:49) M. Morgan (41:50) P. van Noten (46:45) M. Morgan (48:34) | Skautahöllin í Laugardal, Reykjavík Zuschauer: 146 |

| 19. April 2015 20:00 Uhr | Rumänien H. Csergő (9:55) I. Timaru (29:11) R. Gliga (62:45) | 3:2 n. V. (1:0, 1:1, 0:1, 1:0) Spielbericht | Island E. Alengård (24:00) R. Hedström (53:58) | Skautahöllin í Laugardal, Reykjavík Zuschauer: 834 |

| Pl. |            | Sp | S | OTS | OTN | N | Tore  | Punkte |
| --- | ---------- | -- | - | --- | --- | - | ----- | ------ |
| 1.  | Rumänien   | 5  | 4 | 1   | 0   | 0 | 27:11 | 14     |
| 2.  | Belgien    | 5  | 2 | 1   | 0   | 2 | 22:15 | 8      |
| 3.  | Serbien    | 5  | 1 | 1   | 2   | 1 | 18:22 | 7      |
| 4.  | Spanien    | 5  | 2 | 0   | 1   | 2 | 16:20 | 7      |
| 5.  | Island     | 5  | 2 | 0   | 1   | 2 | 17:13 | 7      |
| 6.  | Australien | 5  | 0 | 1   | 0   | 4 | 11:30 | 2      |

Abkürzungen: Pl. = Platz, Sp = Spiele, S = Siege, OTS = Siege nach Verlängerung (Overtime) oder Penaltyschießen, OTN = Niederlagen nach Verlängerung oder Penaltyschießen, N = Niederlagen

Erläuterungen: Aufsteiger in die Division IB, Absteiger in die Division IIB

#### Division-IIA-Siegermannschaft
| Division-IIA-Aufsteiger Rumänien | Mátyás Bíró, Huba Bors, Adrian Catrinoi Cornea, Hunor Csergő, Botond Flinta, Roberto Gliga, Attila Góga, Attila Imecs, Adrian Irimia, Levente Lőrincz, Zsolt Mastaleriu, Ede Mihály, Zsombor Molnár, Alexandru Munteanu, Ottó Onodi, Szabolcs Papp, Jewhen Pyssarenko, Alpár Salló, Ciprian Tapu, Ioan Timaru, Daniel Tranca, Levente Zsók Trainer: Kjell Lindqvist |

### Gruppe B in Kapstadt, Südafrika
Das Turnier der Gruppe B wurde vom 13. bis 19. April 2015 in der südafrikanischen Metropole Kapstadt ausgetragen. Die Spiele fanden in der 2.800 Zuschauer fassenden Grand West Ice Station statt. Die Chinesische Auswahl konnte sich bereits nach vier Spieltagen den Turniersieg und damit den Aufstieg in die A-Gruppe sichern. Insgesamt besuchten 4263 Zuschauer die 15 Turnierspiele. Hingegen musste die südafrikanische Mannschaft trotz eines 3:1-Erfolges über Neuseeland nach zwei Jahren wieder in die Division III absteigen.
| 13. April 2015 13:00 Uhr (Ortszeit) | Neuseeland N. Henderson (8:10) N. Henderson (24:27) P. Heyd (36:27) J. Hay (39:08) J. Chai (47:19) A. Cox (57:32) | 6:3 (1:1, 3:1, 2:1) Spielbericht | Israel S. Frenkel (6:56) I. Spektor (26:34) A. Pyshkin (52:45) | Grand West Ice Station, Kapstadt Zuschauer: 110 |

| 13. April 2015 16:15 Uhr | Bulgarien I. Chodulow (16:19) A. Panew (34:43) M. Nikolow (44:41) | 3:10 (1:3, 1:3, 1:4) Spielbericht | Volksrepublik China Yang M. (2:20) Liu L. (2:57) Zhang H. (4:59) Qu Y. (36:22) Ji P. (38:05) Xia T. (38:53) Zhu Z. (42:36) Xia T. (54:37) Li H. (56:06) Li H. (58:41) | Grand West Ice Station, Kapstadt Zuschauer: 080 |

| 13. April 2015 20:00 Uhr | Mexiko H. Majul (4:17) C. Gómez (23:55) B. Arroyo (25:12) A. Cervantes (45:30) | 4:1 (1:0, 2:1, 1:0) Spielbericht | Südafrika W. Krotz (27:19) | Grand West Ice Station, Kapstadt Zuschauer: 375 |

| 14. April 2015 13:00 Uhr | Israel R. Aharonovich (31:48) A. Pyshkin (44:08) I. Spektor (56:09) | 3:4 n. P. (0:1, 1:0, 2:2, 0:0, 0:1) Spielbericht | Volksrepublik China Li H. (6:13) Cui X. (41:37) Xia T. (57:56) Zhang C. (PS) | Grand West Ice Station, Kapstadt Zuschauer: 057 |

| 14. April 2015 16:15 Uhr | Mexiko L. A. de la Vega (3:43) H. Majul (21:34) R. Chabat (40:42) | 3:5 (1:2, 1:2, 1:1) Spielbericht | Neuseeland N. Henderson (6:46) P. Heyd (13:19) M. Frear (24:55) J. Challis (39:14) P. Heyd (55:46) | Grand West Ice Station, Kapstadt Zuschauer: 077 |

| 14. April 2015 20:00 Uhr | Südafrika C. Nebe (36:57) | 1:2 (0:0, 1:1, 0:1) Spielbericht | Bulgarien M. Nikolow (27:33) M. Nikolow (58:49) | Grand West Ice Station, Kapstadt Zuschauer: 275 |

| 16. April 2015 13:00 Uhr | Mexiko C. Gómez (12:25) D. Linares (12:57) S. Sierra (19:51) R. Chabat (41:09) R. Chabat (55:03) H. Majul (57:19) C. Gómez (58:10) C. Smithers (58:22) H. Majul (59:26) | 9:1 (3:0, 0:0, 6:1) Spielbericht | Bulgarien B. Stefanow (42:15) | Grand West Ice Station, Kapstadt Zuschauer: 075 |

| 16. April 2015 16:15 Uhr | Neuseeland C. Harrison (8:04) B. Haines (34:27) I. Wannamaker (36:15) A. Cox (37:04) | 4:7 (1:2, 3:1, 0:4) Spielbericht | Volksrepublik China Zhu Z. (10:23) Chen L. (18:39) Ji P. (22:04) Liu L. (49:38) Cui X. (51:11) Yang M. (53:24) Li H. (54:14) | Grand West Ice Station, Kapstadt Zuschauer: 112 |

| 16. April 2015 20:00 Uhr | Israel D. Spivak (9:40) D. Spivak (23:48) S. Frenkel (24:18) D. Mazour (31:01) R. Aharonovich (31:57) D. Mazour (46:04) | 6:3 (1:1, 4:0, 1:2) Spielbericht | Südafrika W. Krotz (4:49) M. Giot (53:31) A. Marais (59:23) | Grand West Ice Station, Kapstadt Zuschauer: 922 |

| 17. April 2015 13:00 Uhr | Volksrepublik China Cui X. (3:30) Cui X. (9:10) Zhu Z. (31:08) Chen L. (32:54) Li X. (41:33) | 5:2 (2:0, 2:2, 1:0) Spielbericht | Mexiko H. Carrero (23:04) A. Rosette (24:56) | Grand West Ice Station, Kapstadt Zuschauer: 048 |

| 17. April 2015 16:15 Uhr | Bulgarien M. Bojadschiew (4:12) J. Gatschew (4:36) I. Chodulow (4:59) G. Blagoew (6:36) M. Bojadschiew (11:37) I. Chodulow (15:13) I. Chodulow (24:14) I. Chodulow (30:51) M. Nikolow (44:44) I. Chodulow (58:39) | 10:5 (6:1, 2:2, 2:2) Spielbericht | Israel R. Aharonovich (15:28) T. Avneri (27:09) I. Spektor (32:53) S. Frenkel (47:04) D. Spivak (52:28) | Grand West Ice Station, Kapstadt Zuschauer: 043 |

| 17. April 2015 20:00 Uhr | Südafrika U. Saamai (34:07) U. Samaai (39:26) U. Samaai (58:53) | 3:1 (0:0, 2:0, 1:1) Spielbericht | Neuseeland C. Harrison (47:30) | Grand West Ice Station, Kapstadt Zuschauer: 985 |

| 19. April 2015 13:00 Uhr | Neuseeland J. Challis (21:03) M. Frear (31:54) N. Henderson (49:34) A. Cox (49:53) A. Cox (58:18) | 5:1 (0:0, 2:1, 3:0) Spielbericht | Bulgarien I. Chodulow (36:01) | Grand West Ice Station, Kapstadt Zuschauer: 069 |

| 19. April 2015 16:15 Uhr | Israel I. Levy (2:19) D. Mazour (52:07) D. Mazour (58:03) | 3:6 (1:1, 0:2, 2:3) Spielbericht | Mexiko M. Colás (14:51) L. A. de la Vega (32:56) M. Colás (34:25) H. Majul (53:02) R. Chabat (54:34) C. Gómez (59:44) | Grand West Ice Station, Kapstadt Zuschauer: 067 |

| 19. April 2015 20:00 Uhr | Volksrepublik China Liu L. (2:25) Xia T. (15:20) Xia T. (17:58) Chen L. (21:49) Li X. (22:35) Liu L. (23:50) Bao J. (45:14) | 7:3 (3:1, 3:2, 1:0) Spielbericht | Südafrika U. Samaai (16:06) C. Reeves (26:02) C. Birrell (32:01) | Grand West Ice Station, Kapstadt Zuschauer: 968 |

| Pl. |                     | Sp | S | OTS | OTN | N | Tore  | Punkte |
| --- | ------------------- | -- | - | --- | --- | - | ----- | ------ |
| 1.  | Volksrepublik China | 5  | 4 | 1   | 0   | 0 | 33:15 | 14     |
| 2.  | Neuseeland          | 5  | 3 | 0   | 0   | 2 | 21:17 | 9      |
| 3.  | Mexiko              | 5  | 3 | 0   | 0   | 2 | 24:15 | 9      |
| 4.  | Bulgarien           | 5  | 2 | 0   | 0   | 3 | 17:30 | 6      |
| 5.  | Israel              | 5  | 1 | 0   | 1   | 3 | 20:29 | 4      |
| 6.  | Südafrika           | 5  | 1 | 0   | 0   | 4 | 11:20 | 3      |

Abkürzungen: Pl. = Platz, Sp = Spiele, S = Siege, OTS = Siege nach Verlängerung (Overtime) oder Penaltyschießen, OTN = Niederlagen nach Verlängerung oder Penaltyschießen, N = Niederlagen

Erläuterungen: Aufsteiger in die Division IIA, Absteiger in die Division III

#### Division-IIB-Siegermannschaft
| Division-IIB-Aufsteiger Volksrepublik China | Bao Jiachang, Chen Ling, Cui Xijun, Fu Tengyi, Guan Tianyi, Ji Peng, Li Hang, Li Xinlei, Li Zhengyu, Liu Longtan, Liu Qing, Liu Zhiwei, Na Yungang, Qu Yidong, Wen Chao, Yang Mingxi, Xia Shengrong, Xia Tianxiang, Xiang Xudong, Zhang Cheng, Zhang Hao, Zhu Ziyang Trainer: Wang Benyu |

### Auf- und Abstieg
| Absteiger in die Division IIA:  | Niederlande         |
| Aufsteiger in die Division IB:  | Rumänien            |
| Absteiger in die Division IIB:  | Australien          |
| Aufsteiger in die Division IIA: | Volksrepublik China |
| Absteiger in die Division III:  | Südafrika           |
| Aufsteiger in die Division IIB: | Nordkorea           |

## Division III
Das Turnier der Division III wurde vom 3. bis 12. April 2015 im türkischen Izmir ausgetragen. Die Spiele fanden im 1.751 Zuschauer fassenden Bornova Buz Sporları Salonu statt. Neben Vorjahresabsteiger und Gastgeber Türkei und den fünf verbliebenen Mannschaften des Vorjahres nahm erstmals auch eine Auswahl Bosnien-Herzegowinas teil. Die Mannschaft aus dem Balkanstaat verlor jedoch alle sechs Spiele deutlich und lediglich beim 2:5 gegen die Vereinigten Arabischen Emirate konnte ein Drittel gewonnen werden. An der Spitze lieferten sich die Türkei und der Zweite der drei Jahre 2012 bis 2014 Nordkorea das erwartete Duell um den Aufstieg in die Division II. Beide Mannschaften gaben sich dabei in den ersten fünf Spielen keine Blöße, auch wenn die Türkei im vorletzten Spiel gegen Luxemburg noch bis fünf Minuten vor Spielende zurücklag. Die Entscheidung fiel erst in der Verlängerung des abschließenden Spiels, als die Ostasiaten elf Sekunden vor dem Ende durch Hong Chun-rims zehntes Turniertor, mit dem er gleichzeitig alleiniger Torschützenkönig des Turniers wurde, den 4:3-Siegtreffer erzielten und so nach drei vergeblichen Anläufen den Wiederaufstieg erreichten. Insgesamt besuchten 7.955 Zuschauer die 21 Turnierspiele. Mehr als ein Viertel der Gesamtzuschauerzahl entfiel dabei alleine auf das entscheidende Gruppenspiel zwischen der Türkei und Nordkorea.
| 3. April 2015 13:00 Uhr (Ortszeit) | Nordkorea | 13:0 (3:0, 3:0, 7:0) Spielbericht | Bosnien und Herzegowina | Bornova Buz Sporları Salonu, Izmir Zuschauer: 55 |

| 3. April 2015 16:30 Uhr | Luxemburg | 15:3 (3:2, 3:1, 9:0) Spielbericht | Georgien | Bornova Buz Sporları Salonu, Izmir Zuschauer: 67 |

| 3. April 2015 20:00 Uhr | Hongkong | 8:3 (1:0, 2:2, 5:1) Spielbericht | Vereinigte Arabische Emirate | Bornova Buz Sporları Salonu, Izmir Zuschauer: 73 |

| 4. April 2015 13:00 Uhr | Georgien | 4:12 (2:3, 1:5, 1:4) Spielbericht | Nordkorea | Bornova Buz Sporları Salonu, Izmir Zuschauer: 93 |

| 4. April 2015 16:30 Uhr | Vereinigte Arabische Emirate | 2:7 (1:2, 0:2, 1:3) Spielbericht | Luxemburg | Bornova Buz Sporları Salonu, Izmir Zuschauer: 115 |

| 4. April 2015 20:00 Uhr | Türkei | 11:0 (3:0, 4:0, 4:0) Spielbericht | Bosnien und Herzegowina | Bornova Buz Sporları Salonu, Izmir Zuschauer: 1.583 |

| 6. April 2015 13:00 Uhr | Hongkong | 8:0 (5:0, 2:0, 1:0) Spielbericht | Bosnien und Herzegowina | Bornova Buz Sporları Salonu, Izmir Zuschauer: 85 |

| 6. April 2015 16:30 Uhr | Nordkorea | 7:0 (5:0, 1:0, 1:0) Spielbericht | Vereinigte Arabische Emirate | Bornova Buz Sporları Salonu, Izmir Zuschauer: 72 |

| 6. April 2015 20:00 Uhr | Türkei | 13:1 (3:0, 6:0, 4:1) Spielbericht | Georgien | Bornova Buz Sporları Salonu, Izmir Zuschauer: 728 |

| 7. April 2015 13:00 Uhr | Bosnien und Herzegowina | 0:5 (0:3, 0:1, 0:1) Spielbericht | Luxemburg | Bornova Buz Sporları Salonu, Izmir Zuschauer: 61 |

| 7. April 2015 16:30 Uhr | Georgien | 3:11 (1:3, 1:4, 1:4) Spielbericht | Hongkong | Bornova Buz Sporları Salonu, Izmir Zuschauer: 69 |

| 7. April 2015 20:00 Uhr | Vereinigte Arabische Emirate | 0:15 (0:7, 0:3, 0:5) Spielbericht | Türkei | Bornova Buz Sporları Salonu, Izmir Zuschauer: 773 |

| 9. April 2015 12:30 Uhr | Georgien | 4:1 (1:1, 0:0, 3:0) Spielbericht | Bosnien und Herzegowina | Bornova Buz Sporları Salonu, Izmir Zuschauer: 83 |

| 9. April 2015 16:00 Uhr | Türkei | 10:1 (3:0, 5:1, 2:0) Spielbericht | Hongkong | Bornova Buz Sporları Salonu, Izmir Zuschauer: 745 |

| 9. April 2015 19:30 Uhr | Nordkorea | 5:2 (1:1, 1:0, 3:1) Spielbericht | Luxemburg | Bornova Buz Sporları Salonu, Izmir Zuschauer: 126 |

| 10. April 2015 12:30 Uhr | Bosnien und Herzegowina | 2:5 (0:2, 2:0, 0:3) Spielbericht | Vereinigte Arabische Emirate | Bornova Buz Sporları Salonu, Izmir Zuschauer: 87 |

| 10. April 2015 16:00 Uhr | Luxemburg | 5:7 (2:0, 2:3, 1:4) Spielbericht | Türkei | Bornova Buz Sporları Salonu, Izmir Zuschauer: 653 |

| 10. April 2015 19:30 Uhr | Hongkong | 0:9 (0:3, 0:3, 0:3) Spielbericht | Nordkorea | Bornova Buz Sporları Salonu, Izmir Zuschauer: 73 |

| 12. April 2015 13:00 Uhr | Vereinigte Arabische Emirate | 4:5 n. P. (1:2, 1:0, 2:2, 0:0, 0:1) Spielbericht | Georgien | Bornova Buz Sporları Salonu, Izmir Zuschauer: 47 |

| 12. April 2015 16:30 Uhr | Luxemburg | 5:2 (2:1, 2:0, 1:1) Spielbericht | Hongkong | Bornova Buz Sporları Salonu, Izmir Zuschauer: 232 |

| 12. April 2015 20:00 Uhr | Türkei | 3:4 n. V. (1:2, 0:0, 2:1, 0:1) Spielbericht | Nordkorea | Bornova Buz Sporları Salonu, Izmir Zuschauer: 2.135 |

| Pl. |                              | Sp | S | OTS | OTN | N | Tore  | Punkte |
| --- | ---------------------------- | -- | - | --- | --- | - | ----- | ------ |
| 1.  | Nordkorea                    | 6  | 5 | 1   | 0   | 0 | 50:09 | 17     |
| 2.  | Türkei                       | 6  | 5 | 0   | 1   | 0 | 59:11 | 16     |
| 3.  | Luxemburg                    | 6  | 4 | 0   | 0   | 2 | 39:19 | 12     |
| 4.  | Hongkong                     | 6  | 3 | 0   | 0   | 3 | 30:30 | 9      |
| 5.  | Georgien                     | 6  | 1 | 1   | 0   | 4 | 20:56 | 5      |
| 6.  | Vereinigte Arabische Emirate | 6  | 1 | 0   | 1   | 4 | 14:44 | 4      |
| 7.  | Bosnien und Herzegowina      | 6  | 0 | 0   | 0   | 6 | 03:46 | 0      |

Abkürzungen: Pl. = Platz, Sp = Spiele, S = Siege, OTS = Siege nach Verlängerung (Overtime) oder Penaltyschießen, OTN = Niederlagen nach Verlängerung oder Penaltyschießen, N = Niederlagen

Erläuterungen: Aufsteiger in die Division IIB

### Division-III-Siegermannschaft
| Division-III-Aufsteiger Nordkorea | An Chol-hyok, Hong Chun-rim, Jon Song-chol, Ju Sung-hyok, Kang In-hyok, Kim Chol-hyok, Kim Hyok-ju, Kim Ju-hyok, Kim Kwang-ho, Kim Myong-chol, Kim Nam-hyok, Kim Song-gun, Pak Il, Pak Kuk-chol, Pak Kwang-ho, Pak Song-jin, Ri Chol-min, Ri Hyok-chol, Ri Pong-il, Ri Se-gwang Trainer: Pak Chol-ho |

### Auf- und Abstieg
| Absteiger in die Division III:  | Südafrika |
| Aufsteiger in die Division IIB: | Nordkorea |